# 利格茲

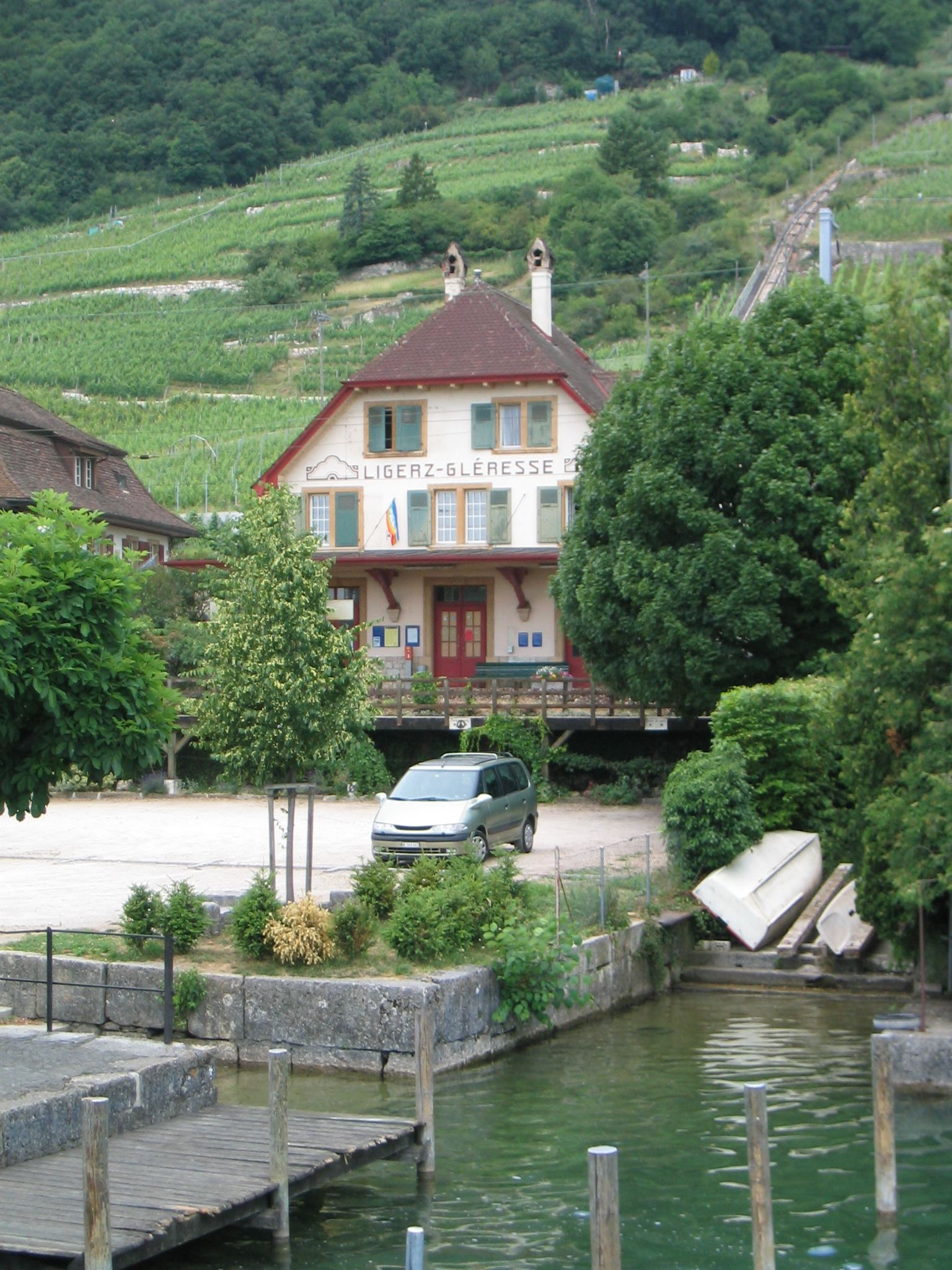

利格茲是瑞士的城鎮，位於該國中西部，由伯恩州負責管轄，面積1.8平方公里，一半土地是森林，海拔高度433米，2011年人口519，人口密度每平方公里288人。